# Président de l'État d'Israël
Le président de l'État d'Israël (en hébreu :  נְשִׂיא הַמְּדִינָה , Nesi HaMedina, littéralement « président de l'État ») est le titre porté par le chef de l'État d'Israël depuis le 17 février 1949, date de la prestation de serment de Chaim Weizmann, élu la veille par la première Knesset.
Du 14 mai 1948, date de la déclaration d'indépendance de l'État, au 17 février 1949, les deux présidents successifs du Conseil provisoire — David Ben Gourion puis Chaim Weizmann — ont été de facto chefs de l'État.
Le statut constitutionnel du président est fixé par les lois fondamentales d'Israël, en particulier par la loi no 5724-1964, adoptée le 16 juin 1964 par la 5e Knesset (en) et plusieurs fois amendée.
Les attributions du président sont principalement honorifiques, l'essentiel du pouvoir exécutif revenant au Premier ministre, chef du gouvernement, dont la désignation revient cependant au président de l'État, qui doit exercer ses responsabilités avec neutralité, sans esprit partisan.
Élu à la majorité absolue des membres de la Knesset, le président de l'État d'Israël exerce un mandat de sept ans non renouvelable, depuis une loi adoptée en 2000. Auparavant, le chef de l'État était élu pour un mandat de cinq ans renouvelable ; ainsi, Chaim Weizmann, Yitzhak Ben-Zvi, Zalman Shazar, Chaim Herzog et Ezer Weizman ont été réélus.
En cas de vacance de la présidence, par exemple pour cause de décès ou de démission, l'intérim est assuré par le président de la Knesset. 
L'actuel titulaire de la fonction est Isaac Herzog, depuis le 7 juillet 2021.

## Mode de scrutin
Le Président de l'État d'Israël est élu via une forme modifiée du scrutin uninominal majoritaire à deux tours par les 120 membres de la Knesset pour un mandat de sept ans non renouvelable. Pour se présenter, les candidats doivent recueillir le soutien d'au moins dix députés, qui ne peuvent soutenir qu'un seul candidat à la fois. Est élu le candidat qui reçoit les votes de la majorité absolue des membres de la Knesset. À défaut, un nouveau tour de scrutin est organisé dans les mêmes conditions. Si toujours aucun candidat ne l'emporte, le candidat ayant recueilli le moins de suffrages est éliminé à chaque tour suivant, si besoin jusqu'à ce qu'il ne reste plus que deux candidats.
Le président sortant ne peut se présenter à sa propre succession puisque son mandat, d'une durée de sept ans, n'est pas renouvelable, du fait d'une réforme adoptée par la Knesset en 2000. Auparavant, le président était élu pour un mandat de cinq ans, renouvelable une fois.

### Conditions
Peut être élu président de l'État d'Israël tout citoyen étant :
- détenteur de la nationalité israélienne ;
- détenteur de l'ensemble de ses droits civiques et politiques.

Ces conditions préalables à l'élection présidentielle ont pu dissuader plusieurs personnalités sionistes ou juives pourtant reconnues comme méritantes de briguer la présidence de l'État d'Israël, comme Albert Einstein ou, plus récemment, le prix Nobel de la paix Elie Wiesel. En outre, la fonction présidentielle n'est pas compatible avec une autre, qu'elle soit administrative, publique ou privée.

## Investiture

### Prestation de serment
Après son élection, le président élu de l'État doit attendre la fin du mandat de son prédécesseur pour prêter serment. S'il devait refuser de respecter cette règle juridique, il ne pourra faire valoir la légitimité de son action.
Le président élu prête serment devant les membres de la Knesset, en présence des membres du gouvernement. C'est le président de la Knesset qui doit œuvrer à la présidence de cette cérémonie. Il est de tradition que le nouveau chef de l'État, coiffé d'une kippa, pose sa main gauche sur la Torah et prononce, la main droite levée, le serment qui fait de lui le président investi de ses fonctions. Après cette prestation de serment, la cérémonie se poursuit par un discours prononcé par le nouveau chef de l'État.

### Durée du mandat
De 1949 à 1951, la durée du mandat est la même que celle de la législature, soit quatre ans maximum. À partir de 1951, le président de l'État d'Israël était élu pour un mandat de cinq ans, renouvelable plusieurs fois. Ainsi, Yitzhak Ben-Zvi, élu en 1952, a été réélu en 1957 puis une nouvelle fois en 1962, sans qu'il ne puisse assumer son mandat jusqu'à son terme puisqu'il meurt en 1963, quelques mois après cette nouvelle réélection. Quatre présidents ont été réélus par la Knesset : il s'agit de Yitzhak Ben-Zvi, Zalman Shazar, Chaim Herzog et Ezer Weizman.
Une réforme a contrarié cette situation puisque, depuis, le président de l'État est élu pour un mandat de sept ans, dont il ne peut demander le renouvellement. Élu en 2000, Moshe Katsav est le premier président élu pour une telle situation.

## Compétences

Étendard présidentiel.

Dans la pratique, le président de l'État d'Israël a des prérogatives largement limitées, contrairement au Premier ministre, véritable chef de l'exécutif. L'État d'Israël étant fondé sur un régime parlementaire, les initiatives du président dépendent soit de la Knesset ou Parlement, soit du gouvernement.
Mais si chacune de ses priorités dépendent, il est vrai, du contreseing d'un membre du gouvernement ou de tout autre fonctionnaire de l'État, il est notamment chargé de la promulgation des lois, du choix des diplomates, de la signature des traités, de la désignation d'une partie des juges de la Cour suprême et du gouverneur de la Banque d'Israël. En outre, il dispose du pouvoir de grâce, cependant régi par les Lois fondamentales.
S'agissant de la désignation du Premier ministre, les pouvoirs du président de l'État sont plus amples : en effet, s'il est de tradition qu'il doive nommer le chef du parti le plus important à la Knesset pour lui confier la formation d'un gouvernement, il n'est nullement contraint de se soumettre à cette pratique car, dans les faits, le chef de l'État doit accorder cette tâche à la personnalité qu'il juge en mesure de constituer un gouvernement. Cette prérogative fait du président de l'État un acteur majeur du processus relatif à la composition du gouvernement, notamment lorsqu'un parti ne détient pas la majorité absolue des sièges à la Knesset ou que le leader du parti majoritaire est suffisamment contesté pour que la formation d'un gouvernement soit compromise.
Doté de pouvoirs essentiellement honorifiques, le président de l'État doit veiller à représenter tous les citoyens de son pays, que ce soit en Israël ou à l'étranger. De même, il doit présider diverses cérémonies à caractère officiel, comme la remise du prix Israël.

## Liste des présidents d'Israël
| Portrait                            | Identité                                           | Période          | Période                                   | Durée                      | Étiquette                    | Fonction                                      | Déterminé par |
| Portrait                            | Identité                                           | Début            | Fin                                       | Durée                      | Étiquette                    | Fonction                                      | Déterminé par |
| ----------------------------------- | -------------------------------------------------- | ---------------- | ----------------------------------------- | -------------------------- | ---------------------------- | --------------------------------------------- | --- |
| David Ben Gourion, 29 février 1960. | David Ben Gourion (he) דוד בן-גוריון (1886 - 1973) | 14 mai 1948      | 16 mai 1948                               | 2 jours                    | Mapaï                        | Président du Conseil d'État provisoire (d)    | |
| Chaim Weizmann, 26 mars 1949.       | Chaim Weizmann (he) חיים ויצמן (1874 - 1952)       | 16 mai 1948      | 17 février 1949                           | 9 mois et 1 jour           | Sionisme général             | Président du Conseil d'État provisoire (d)    | Élection |
| Chaim Weizmann, 26 mars 1949.       | Chaim Weizmann (he) חיים ויצמן (1874 - 1952)       | 17 février 1949  | 9 novembre 1952 (mort en cours de mandat) | 3 ans, 8 mois et 23 jours  | Sionisme général             | Président de l'État d'Israël                  | Élection présidentielle israélienne de 1949 Élection présidentielle israélienne de 1951                                             |
| Yosef Sprinzak                      | Yosef Sprinzak (he) יוסף שפרינצק (1885 - 1959)     | 9 novembre 1952  | 10 décembre 1952                          | 1 mois et 1 jour           | Mapaï                        | Président de l'État d'Israël par intérim (en) | Article 23(a) de la loi fondamentale sur le Président de l'État d'Israël (d)                                                        |
| Yitzhak Ben-Zvi                     | Yitzhak Ben-Zvi (he) יצחק בן צבי (1884 - 1963)     | 16 décembre 1952 | 23 avril 1963 (mort en cours de mandat)   | 10 ans, 4 mois et 7 jours  | Mapaï                        | Président de l'État d'Israël                  | Élection présidentielle israélienne de 1952 Élection présidentielle israélienne de 1957 Élection présidentielle israélienne de 1962 |
| Kadish Luz                          | Kadish Luz (he) קדיש לוז (1895 - 1972)             | 24 avril 1963    | 21 mai 1963                               | 27 jours                   | Indépendant                  | Président de l'État d'Israël par intérim (en) | Article 23(a) de la loi fondamentale sur le Président de l'État d'Israël (d)                                                        |
| Zalman Shazar                       | Zalman Shazar (he) זלמן שזר (1889 - 1974)          | 21 mai 1963      | 24 mai 1973                               | 10 ans et 3 jours          | Mapaï                        | Président de l'État d'Israël                  | Élection présidentielle israélienne de 1963 Élection présidentielle israélienne de 1968                                             |
| Ephraïm Katzir, 1977.               | Ephraïm Katzir (he) אפרים קציר (1916 - 2009)       | 24 mai 1973      | 29 mai 1978                               | 5 ans et 5 jours           | Alignement                   | Président de l'État d'Israël                  | Élection présidentielle israélienne de 1973                                                                                         |
| Yitzhak Navon                       | Yitzhak Navon (he) יצחק נבון (1921 - 2015)         | 29 mai 1978      | 5 mai 1983                                | 4 ans, 11 mois et 6 jours  | Alignement                   | Président de l'État d'Israël                  | Élection présidentielle israélienne de 1978                                                                                         |
| Chaim Herzog                        | Chaim Herzog (he) חיים הרצוג (1918 - 1997)         | 5 mai 1983       | 13 mai 1993                               | 10 ans et 8 jours          | Alignement                   | Président de l'État d'Israël                  | Élection présidentielle israélienne de 1983 Élection présidentielle israélienne de 1988                                             |
| Ezer Weizman                        | Ezer Weizman (he) עזר ויצמן (1924 - 2005)          | 13 mai 1993      | 13 juillet 2000 (démission)               | 7 ans et 2 mois            | Parti travailliste israélien | Président de l'État d'Israël                  | Élection présidentielle israélienne de 1993 Élection présidentielle israélienne de 1998                                             |
| Avraham Burg                        | Avraham Burg (he) אברהם בורג (né en 1955)          | 12 juillet 2000  | 1er août 2000                             | 20 jours                   | Parti travailliste israélien | Président de l'État d'Israël par intérim (en) | Article 23(a) de la loi fondamentale sur le Président de l'État d'Israël (d)                                                        |
| Moshe Katsav                        | Moshe Katsav (he) משה קצב (né en 1945)             | 1er août 2000    | 1er juillet 2007 (démission)              | 6 ans et 11 mois           | Likoud                       | Président de l'État d'Israël                  | Élection présidentielle israélienne de 2000                                                                                         |
| Dalia Itzik                         | Dalia Itzik (he) דליה איציק (née en 1952)          | 7 janvier 2007   | 18 juillet 2007                           | 6 mois et 11 jours         | Kadima                       | Président de l'État d'Israël par intérim (en) | Article 23(a) de la loi fondamentale sur le Président de l'État d'Israël (d)                                                        |
| Shimon Peres                        | Shimon Peres (he) שמעון פרס (1923 - 2016)          | 15 juillet 2007  | 24 juillet 2014                           | 7 ans et 9 jours           | Kadima                       | Président de l'État d'Israël                  | Élection présidentielle israélienne de 2007                                                                                         |
| Portrait officiel de Reuven Rivlin. | Reuven Rivlin (he) ראובן ריבלין (né en 1939)       | 24 juillet 2014  | 7 juillet 2021                            | 6 ans, 11 mois et 13 jours | Likoud                       | Président de l'État d'Israël                  | Élection présidentielle israélienne de 2014                                                                                         |
| Isaac Herzog, 2024.                 | Isaac Herzog (he) יצחק הרצוג (né en 1960)          | 7 juillet 2021   | En cours                                  | 4 ans, 1 mois et 12 jours  | Parti travailliste israélien | Président de l'État d'Israël                  | Élection présidentielle israélienne de 2021                                                                                         |

## Candidats non victorieux aux élections
- 1949 : Yosef Klausner
- 1951 : pas d'autre candidat
- 1952 : Peretz Bernstein, Yitzhak Gruenbaum et Mordechai Nurock. Le 17 novembre 1952, Albert Einstein se voit proposer la candidature à la présidence par le Premier ministre, David Ben Gourion ; mais, dès le lendemain, Einstein refuse[4],[5], contraignant le Premier ministre à publier, le jour même, un communiqué dans lequel il nie avoir sollicité Einstein[6].
- 1957 et 1962 : pas d'autre candidat
- 1963 : Peretz Bernstein
- 1968 : pas d'autre candidat
- 1973 : Ephraim Urbach
- 1978 : pas d'autre candidat
- 1983 : Menachem Elon
- 1988 : pas d'autre candidat
- 1993 : Dov Shilansky
- 1998 : Shaul Amor
- 2000 : Shimon Peres
- 2007 : Reuven Rivlin et Colette Avital
- 2014 : Méir Chétrit, Dalia Itzik, Dalia Dorner et Dan Shechtman
- 2021 : Miriam Peretz

## Résidence
Le président de l’État d'Israël possède une résidence, le Beit HaNassi, à Jérusalem.